# Boleslovas Jonas Masiulis
Boleslovas Jonas Masiulis (* 21. Januar 1889 in Tverečius, Kreis Švenčionys, Litauen; †  18. April 1965 in Michigan City, USA) war ein litauischer Jurist und Politiker.

## Leben
Nach dem Abitur 1908 am Gymnasium Sankt Petersburg studierte er  von 1909 bis 1915 an der Rechtsfakultät und von 1915 bis 1916 an der Ostsprachenfakultät der Universität Sankt Petersburg. In Jura schloss er an der Lietuvos universitetas ab.
Von 1918 bis 1919 war er Lehrer in den Gymnasien von Vilnius und von 1919 bis 1920 Friedensrichter in Kaunas. Von 1920 bis 1922 war er Richter am Bezirksgericht Kaunas, von 1923 bis 1926 stellvertretender Gerichtspräsident. Von März bis Oktober 1938 war er im Kabinett von Vladas Mironas litauischer Justizminister, sein Nachfolger war Vladas Stašinskas.